# Lil' JJ
James Charles Lewis Jr (31 de outubro de 1990) é um ator, comediante e músico americano mais conhecido por Lil' JJ. Lil' JJ ficou bastante conhecido por interpretar o protagonista da série da Nickelodeon, Just Jordan como Jordan Lewis.

## Biografia
Lil' JJ nasceu em Little Rock, Arkansas.
Começou a ser conhecido ao ser escalado para o elenco recorrente da série Ned's Declassified School Survival Guide. Também aparecem em clipes de cantores famosos como em "Yo (Excuse Me Miss)" de Chris Brown, no clipe "Beautiful Girls de Sean Kingston, e no clipe "Stepped On My J'z" de Nelly Furtado. E também apareceu junto com o rapper Small Change, no video "Don't Be Shy". Em 1 de outubro de 2006, Lil veio para Cramton Bowl em Montgomery, Alabama participar do anual Burton's Showcase of Bands.
Também teve um pequeno papel no filme Crossover (2006) com o personagem "Up". Em 2007, estrelou na série Just Jordan como Jordan Lewis, sendo maiormente conhecido.
Em 2011, Lil' JJ irá fazer a dublagem de Butch do filme Tom & Jerry.

## Filmografia e Televisão
- Ned's Declassified School Survival Guide - (2004-2005) Jerry "Crony"
- Yours, Mine and Ours - (2005) Jimi Nortes
- Beauty Shop - (2005) Wille
- Crossover - (2006) Up
- God's Gift - (2006)
- Johnny Kapahala: Back on Board - (2007) Samuel "Sam" Sterling
- Just Jordan - (2007-2009) Jordan Lewis
- Men of a Certain Age - (2008)
- The Secret Life of the American Teenager - (2008) Duncan
- Janky Promoters - (2009)
- Tom & Jerry - (2011) Butch